# 列車大逃亡
《列車大逃亡》（英語：Von Ryan's Express）是一部1965年首映的美國戰爭劇情片，由馬克·羅伯森執導，法蘭克·辛納屈主演。

## 劇情
二戰末期，德軍控制了義大利，集結各地戰俘和反戰的義大利士兵到當地的戰俘營，墜機倖存的美軍約瑟夫上校，被抓來戰俘營後，和反戰的義大利軍人策劃逃脫行動，沒想到東窗事發，被德軍發現，一行人再次被抓了回去，而約瑟夫決定利用火車，載著一行人逃往瑞士，並偽裝成德軍行動，最後行踪暴露后，一行人在边境的鐵橋與德軍展開激鬥，在最后列车开入中立区的关头，約瑟夫不幸中弹倒下，而剩下來的人安全到达瑞士。

## 演員
- 法蘭克·辛納屈 飾 上校約瑟夫L瑞安
- 屈佛·霍華（英语：Trevor Howard） 飾 Eric Fincham
- 塞爾吉奧·芬托尼 飾 Oriani上尉
- 拉斐拉·卡拉
- 阿道夫·切利